# Key Tronic
Key Tronic ist ein US-amerikanischer Hersteller von Computerzubehör mit Hauptsitz in Spokane im US-Bundesstaat Washington.
Key Tronic wurde 1969 gegründet und stellt hauptsächlich Tastaturen, Mäuse und andere Eingabegeräte her. Die Eingabegeräte von Key Tronic sind sehr hochwertig und werden von Profis wegen ihrer Langlebigkeit geschätzt. Key Tronic nimmt für sich in Anspruch, viele ergonomische Verbesserungen jeweils als erster Hersteller auf den Markt gebracht zu haben. Neben dem Hauptsitz in Spokane betreibt Key Tronic noch ein Distribution Center in El Paso, Texas, zwei Niederlassungen in Mexiko sowie eine Niederlassung in Shanghai, China.
Die meisten Key Tronic-Tastaturen basieren auf dem 8048 Mikrocontroller. Frühere Tastaturen hatten eine Intel 8048 MCU. Key Tronic beschäftigt rund 2500 Mitarbeiter und erzielte im 4. Quartal 2006 einen Umsatz von 48,829 Mio. US-$.